# Osmia nasoproducta
Osmia nasoproducta là một loài Hymenoptera trong họ Megachilidae. Loài này được Ferton mô tả khoa học năm 1909.